# U-Bahnhof Freie Universität (Thielplatz)

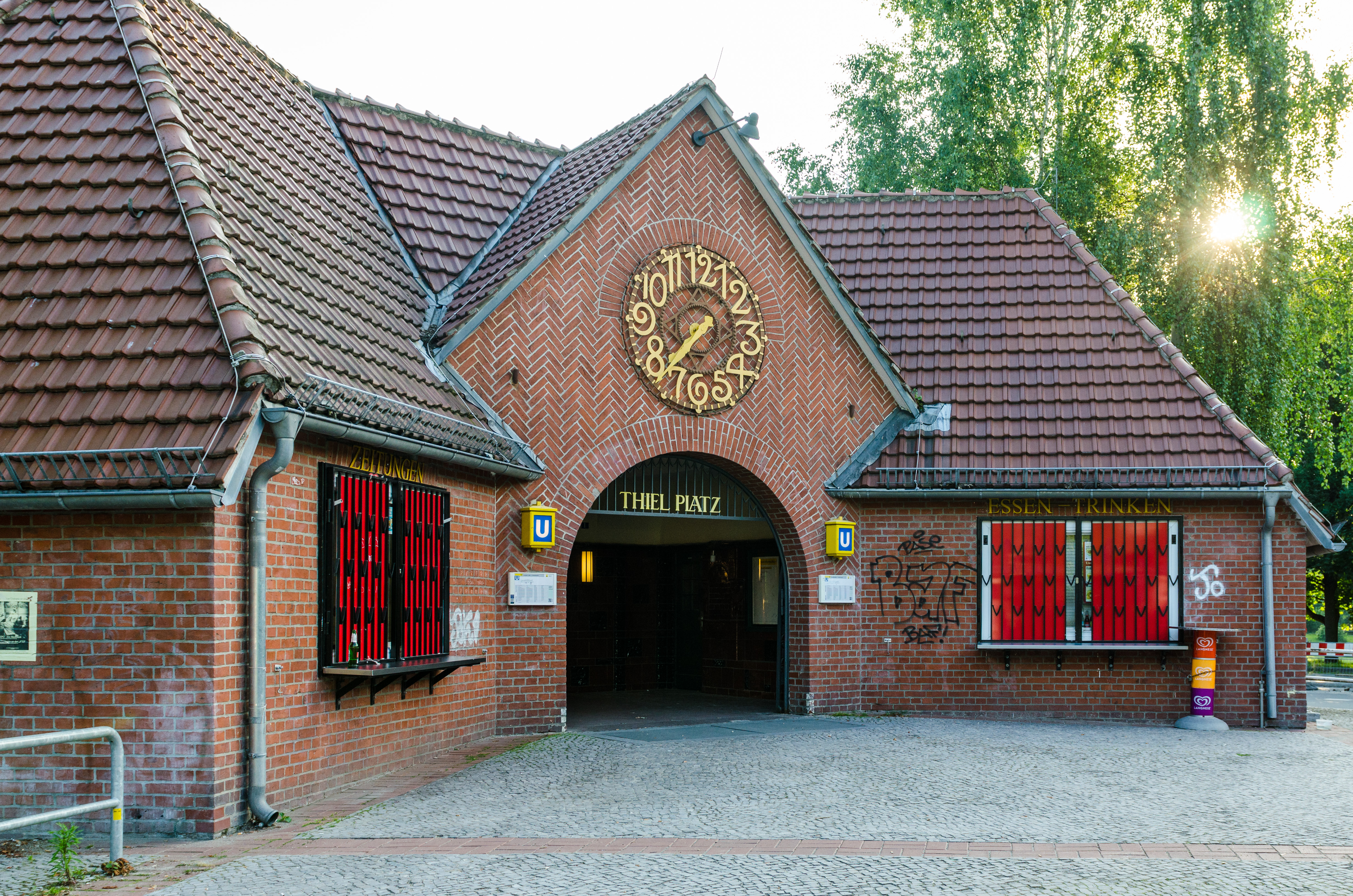
Nördliches Bahnhofsgebäude

Der U-Bahnhof Freie Universität (Thielplatz) ist ein oberirdisch gelegener Bahnhof der Linie U3 der Berliner U-Bahn. Er befindet sich im Ortsteil Dahlem des Bezirks Steglitz-Zehlendorf von Berlin zwischen Löhlein- und Brümmerstraße. Der benachbarte Thielpark wurde bis in die 1950er Jahre als ‚Thielplatz‘ bezeichnet.
Zusammen mit den acht anderen Bahnhöfen der neuen Wilmersdorf-Dahlemer-Schnellbahn wurde der U-Bahnhof unter dem Namen Thielplatz am 12. Oktober 1913 von der Hochbahngesellschaft eröffnet und war bis 1929 südwestlicher Endpunkt der Strecke. Auch dieser U-Bahnhof ist, ebenso wie die beiden stadtauswärts davor befindlichen Stationen Podbielskiallee und Dahlem-Dorf, als Einschnittbahnhof mit Mittelbahnsteig angelegt. Das von Heinrich Straumer entworfene alte Stationsgebäude am nördlichen Ende steht zusammen mit Vorplatz und Brücke als Gesamtanlage unter Denkmalschutz.
Zum Fahrplanwechsel am 11. Dezember 2016 wurde der Bahnhof in Freie Universität (Thielplatz) umbenannt.

## Historie und Bauwerk

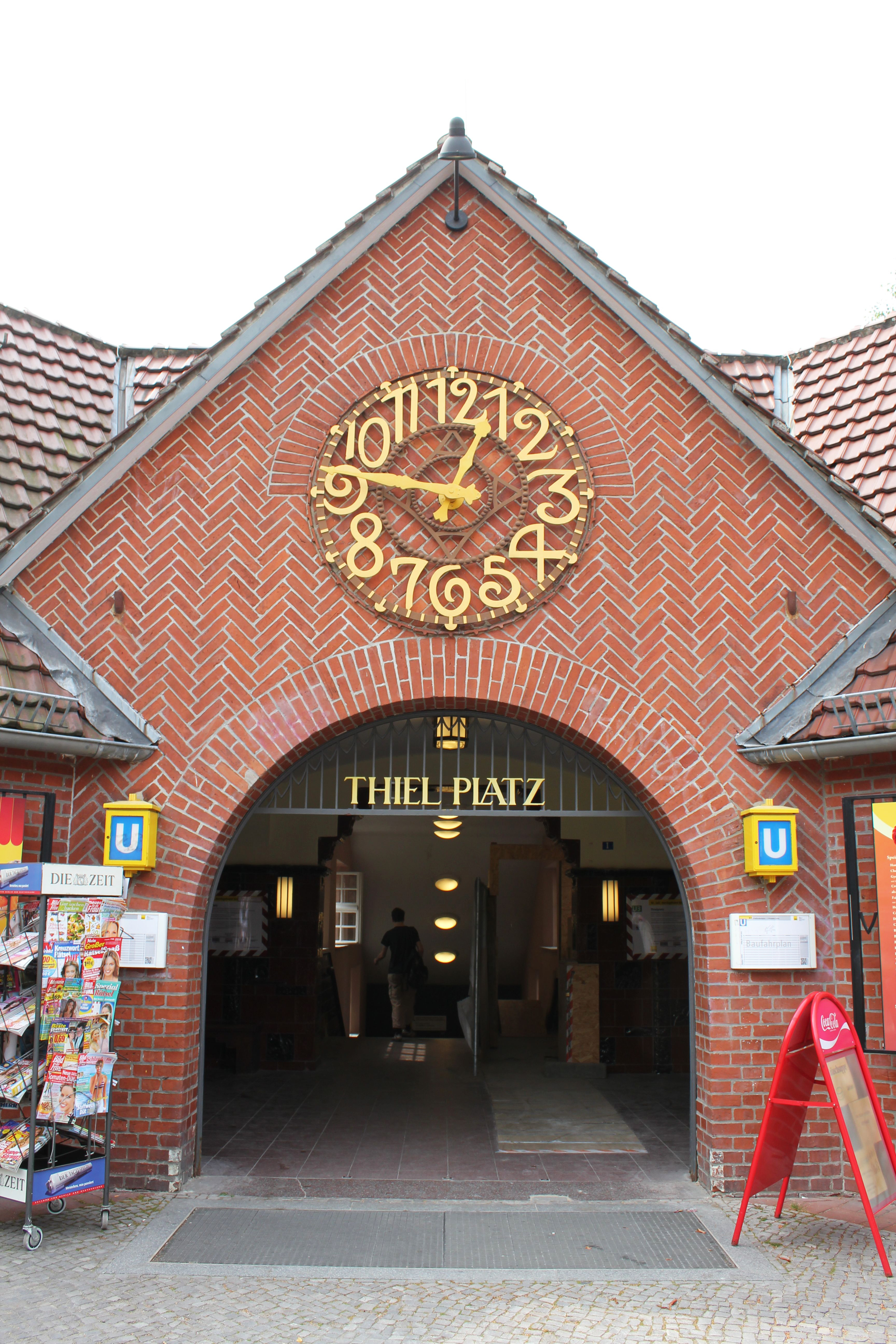
Nordeingang

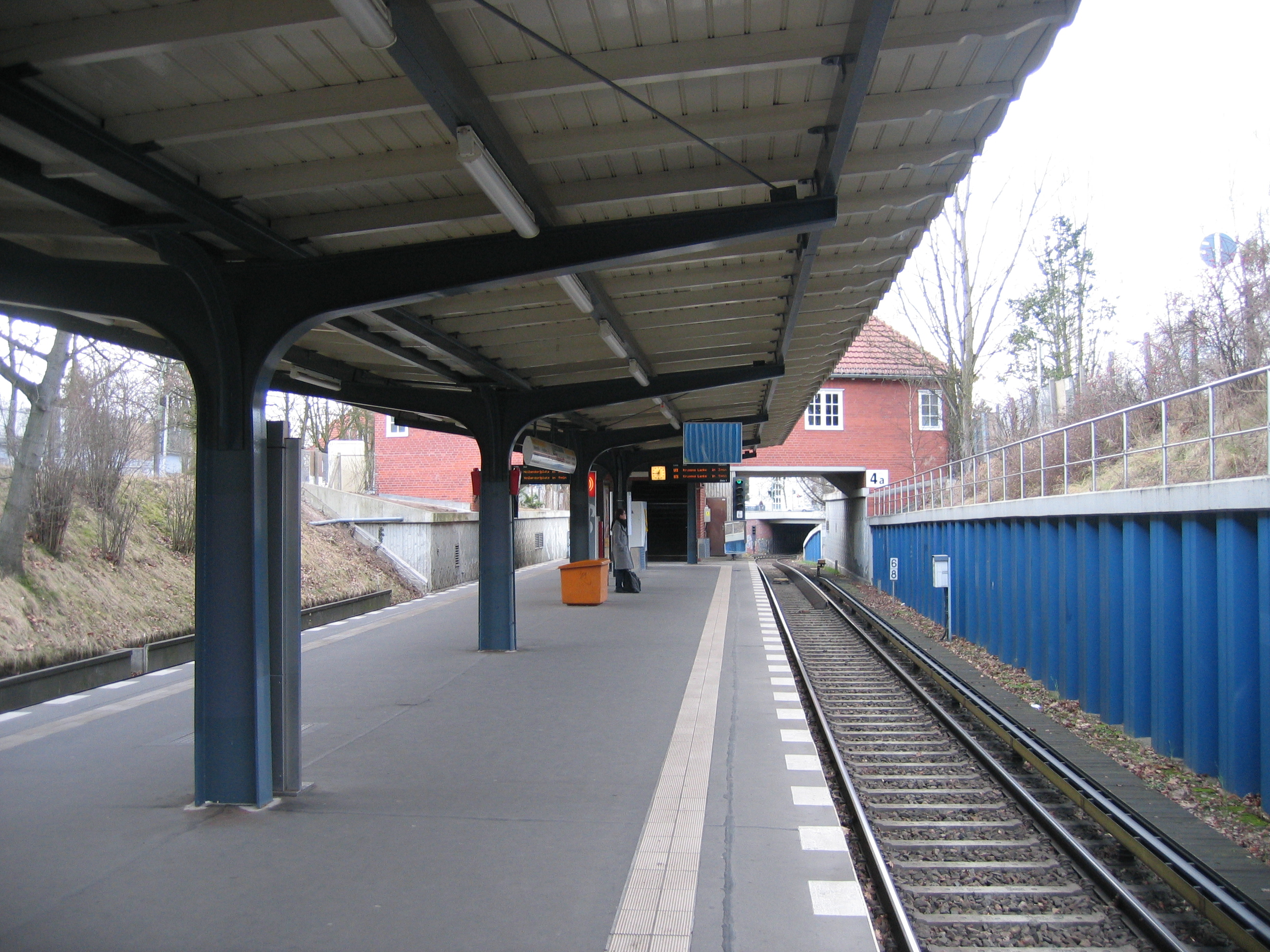
Bahnsteig

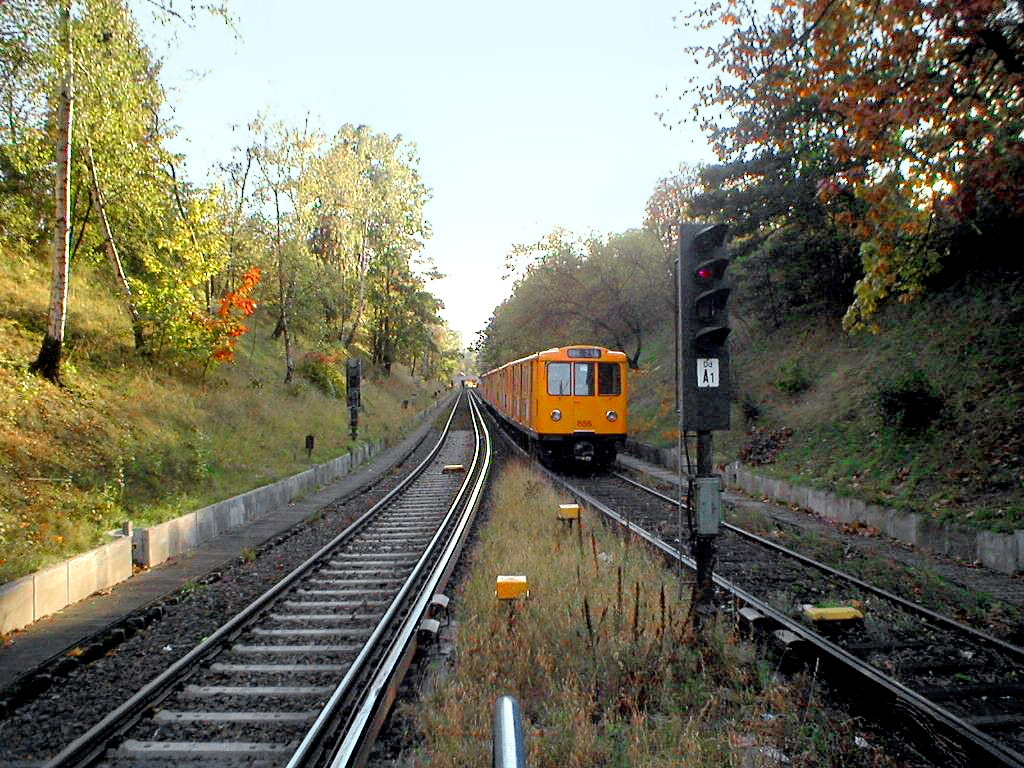
Linie U3 als Einschnittbahn zwischen Thielplatz und Dahlem-Dorf

Im Rahmen des Baus der Wilmersdorf-Dahlemer-Untergrundbahn vom Wittenbergplatz zur Domäne Dahlem entstand 1912/1913 der Bahnhof. Er sollte vorwiegend zur Anbindung der in Dahlem gelegenen Kaiser-Wilhelm-Institute an das Stadtzentrum bzw. den Neuen Westen dienen.
Beim Entwurf des Bahnhofsgebäudes orientierte sich der Architekt Straumer am vier Jahre früher von Hermann Muthesius geplanten Haus Freudenberg in Nikolassee. Das Empfangsgebäude am nordöstlichen Ende des Bahnsteigs verfügt über einen V-förmigen Grundriss mit einem giebelförmigen Mittelflügel sowie zwei im stumpfen Winkel ausgehende Seitenflügeln mit jeweils einem rechteckigen Fenster. Die Wände bestehen aus Rathenower Handstrichziegeln. Das ebenfalls mit roten Ziegeln gedeckte Dach ist an den Seiten als Walmdach, in der Mitte als Satteldach ausgeführt. Der Zugang zum Bahnhof erfolgt durch einen in der Mitte gelegenen Rundbogen, der ein schmiedeeisernes Gitter überspannt. Über dem Eingangstor ist in goldenen Lettern der Name angebracht, darüber findet sich eine große schmiedeeiserne Uhr.
Die im expressionistischen Stil gehaltene Eingangshalle ist innen mit rot-brauner Keramik gefliest, unterbrochen durch von Richard Kuöhl geschaffene schwarze Platten mit Tier- und Pflanzendarstellungen. Die ehemaligen Fahrkartenschalter samt Tresen wurden ebenfalls in rot-brauner Keramik ausgeführt, sind inzwischen aber zugemauert. Die Decke ist hell verputzt. Gegenüber dem Eingang führt der im gleichen Rot-Braun geflieste Treppenabgang zum Bahnsteig. Nach Vorbild des U-Bahnhofs Podbielskiallee wird auch dieser von einem nach innen geneigten Bitumen-Holzdach überdeckt.
Die Fertigstellung der Strecke nach Wilmersdorf war die letzte Eröffnung einer Linie in Berlin vor dem Ersten Weltkrieg. Der Bahnhof Thielplatz war bis zur Inbetriebnahme der Verlängerung nach Krumme Lanke im Jahr 1929 ein Endbahnhof, dem sich südwestlich ein provisorischer Wagenschuppen anschloss, der auch als Betriebswerkstatt genutzt wurde. Der Schuppen wurde mit der Inbetriebnahme der Werkstatt in Krumme Lanke aufgegeben.
Beim Bau des Bahnhofs wurde der größte Findling Berlins mit einer Masse von 50 Tonnen und einem Umfang von zehn Metern gefunden. Es dauerte 14 Tage, ihn mit Seilwinden aus der Baugrube an einen Platz im Thielpark rund 40 m nordwestlich der U-Bahn-Trasse zu bringen, wo er noch heute liegt.
Ursprünglich hatte man vom Bahnhof aus einen freien Blick in den nach Nordwesten angrenzenden Teil des Thielparks. Mit der Verlängerung der parallel zum Einschnitt der U-Bahn verlaufenden Löhleinstraße im Jahr 1970 wurde das Gelände jedoch aufgeschüttet und zum Bahnhof hin mit einer blau gestrichenen Spundwand abgestützt.
Zwischen 1979 und 1981 wurde am südwestlichen Ende des Bahnsteigs eine zweite Empfangshalle im Stil der ersten errichtet und das Bahnsteigdach verlängert. Vom ursprünglichen Bauwerk sind auf dem Bahnsteig ein inzwischen neu gefliestes Betriebshäuschen sowie zwei Holzbänke erhalten geblieben.
Der Bahnhof wurde zum 11. Dezember 2016 von Thielplatz in Freie Universität (Thielplatz) umbenannt.
Ein barrierefreier Ausbau des Bahnhofs war ursprünglich für 2017 vorgesehen, die Kosten hierfür wurden mit 1,4 Millionen Euro veranschlagt. Der hierzu eingebaute Aufzug ging schließlich im November 2018 in Betrieb, für dessen Zuwegung eine über den Einschnitt führende Fußgängerbrücke errichtet wurde. Rund zwei Millionen Euro wurden investiert.

## Anbindung
| Linie | Verlauf |
| ----- | --- |
|       | Warschauer Straße – Schlesisches Tor – Görlitzer Bahnhof – Kottbusser Tor – Prinzenstraße – Hallesches Tor – Möckernbrücke – Gleisdreieck – Kurfürstenstraße – Nollendorfplatz – Wittenbergplatz – Augsburger Straße – Spichernstraße – Hohenzollernplatz – Fehrbelliner Platz – Heidelberger Platz – Rüdesheimer Platz – Breitenbachplatz – Podbielskiallee – Dahlem-Dorf – Freie Universität (Thielplatz) – Oskar-Helene-Heim – Onkel Toms Hütte – Krumme Lanke |

Am U-Bahnhof bestehen Umsteigemöglichkeiten von der Linie U3 zur Omnibuslinie 110 der BVG. Den Nachtbusverkehr übernimmt die Linie N3.